# Hyundai Trajet
O Hyundai Trajet (Hangul: 현대 트라제; pronunciado como trajei), é um carro de sete assentos produzido pela Hyundai Motor Company entre 1999 e 2008. Descrito como uma multi-purpose vehicle (veículo de múltiplos propósitos, em tradução livre; MPV), a série foi oficialmente lançada em 1999, com modelo GSI 2.0 e opções de gasolina, diesel, ou GPL como combustível. Uma versão SE limitada com um motor V6 2.7 foi adicionado em 2001.
Vendas começaram na Coréia do Sul na primavera de 1999 e a estréia no Reino Unido foi no London Motorfair em outubro do mesmo ano. As vendas do veículo na Europa começaram na primavera de 2000.
O nome é derivado da palavra francesa "trajet" que significa "jornada", "caminho, caminhada, curso, transporte, itinerário" ou "viajar de um ponto a outro". Na Coréia do Sul, foi vendido como Hyundai Trajet XG para deixar na mesma linha do mais luxuoso Azera XG que usa a mesma plataforma.

## Visão geral

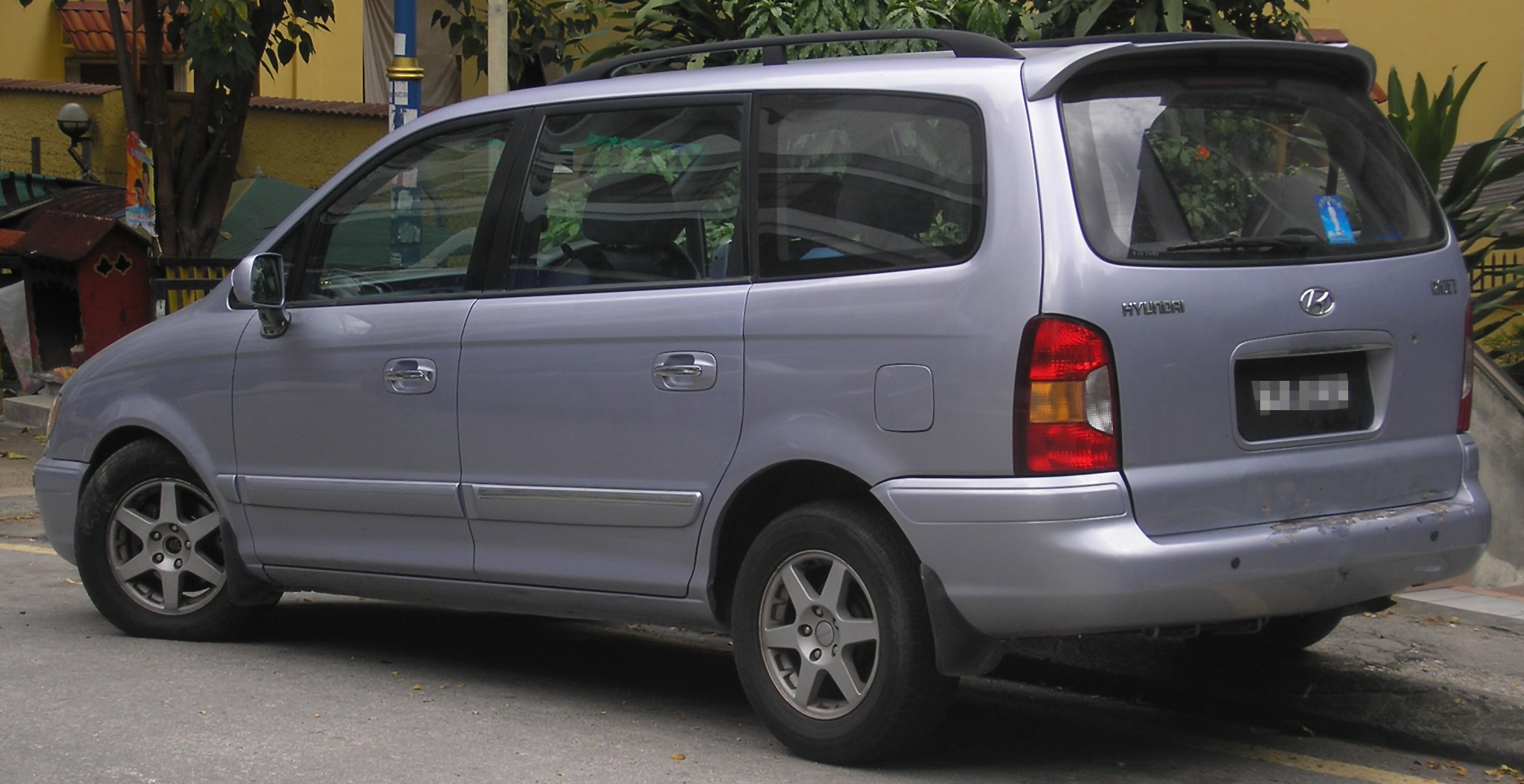
Rear view

### 2000-2004
A Hyundai desenvolveu uma minivan de sete assentos direcionada a famílias grandes e mercados de transporte. É baseado na plataforma compartilhada com o Sonata e o Santa Fe de primeira geração. O Trajet foi estilizado em Frankfurt, e fez sua estréia ao público no London Motor Show de 1999. O design front-end foi parecido com algumas minivans estadunidenses, possuindo uma grade cromada flanqueada por faróis horizontais e um parachoque dianteiro de sedan. A estufa alta do Trajet, portas laterais com dobradiças frontais e uma grande porta traseira "faziam com que parecesse uma grande perua".
O Trajet possui três fileiras de assentos. Os assentos da frente podem girar em 180° para ficar de frente aos passageiros na parte de trás quando o carro está estacionado, e os assentos de trás também podem ser transformados em mesas, transformando-se em um escritório virtual ou uma área para piquiniques. A segunda e terceira fileiras de assentos podem ser dobradas duas vezes e serem completamente removidas. Uma vez que o tamanho do Trajet é maior que muitos da concorrência, ele oferece conforto e espaço para sete adultos, assim como um espaço par cargas mesmo com todos os assentos no lugar.
De acordo com avaliações, o Trajet não é tão bom compara do com as melhores MPVs por ser "firme demais pela cidade" que "fica balançando em altas velocidades" com "o corpo muito inclinado nas curvas". A luz de ré não possui avaliações suficientes, e os motores são barulhentos ao acelerar.

### 2004-2008
A quantidade de modelos foi atualizada em setembro de 2004. O GSI 2.0 movido a gasolina incluía VVT que era anteriormente disponível no Coupé, e ia de 133 a 139 cavalos, com controle de emissões de CO2 de 223 g/km até 208 g/km.
O consumo de combustível foi melhorado - a combinação (consumo médio na cidade e estrada) aumentou de 7.7 para 7.2 L/100 km. Os Trajets agora incluiam cintos de três pontos para todos os passageiros traseiros.
Ao contrário da maioria das minivans que ofereciam portas de correr, a Hyundai manteve as portas traseiras articuladas normais. Para mercados e motores específicos, um modelo com controle manual de 5 velocidades e alavanca de câmbio no chão entre os bancos dianteiros estava disponível.
Ao invés de desenvolver um novo veículo, a Hyundai adaptou as necessidades da linha de mercado existente mesmo que as tendências de consumo já tivessem mudado. Tal como o nome do modelo, "significava uma rota a seguir, e o automóvel era adequado para isso". Produção e divulgação terminaram em 2008 sem um sucessor direto.